# Iglesia de la Bienaventurada Virgen María (Maguncia)
La Iglesia de la Bienaventurada Virgen María (del alemán: Liebfrauenkirche) de Maguncia está situada en el barrio Maguncia-Neustadt. La iglesia es un edificio moderno de los 1960.

## Historia
La tercera parroquia del barrio nuevo de Maguncia fue erigida por el Obispo Georg Heinrich Maria Kirstein el 1 de febrero de 1931 y se coloca la primera piedra el 8 de diciembre (Inmaculada Concepción) de 1929.
La iglesia parroquial de la Bienaventurada Virgen María es la parroquia de la Comunidad Católica de Lengua Hispana Maguncia.

## Edificio
El proyecto completo, del que son autores el arquitecto Eberhard Finsterwalder (1893-1972) comprende una espaciosa iglesia cupulada -capaz para más de 500 personas- con ábside, pórticos, y cripta subterránea, y los edificios para escuelas parroquiales, despacho y centro cultural.
Elementos de interés del templo son, entre otros, la escultura del Sagrado Corazón de Jesús y la Virgen con el Niño Jesús además de los citados en la historia en los dos vitrales en los laterales. Las estaciones del Via Crucis en cerámica. Otros elementos que destacan son el bajorrelieve en cerámica de La Última Cena y el mural de la Inmaculada Concepción (obra de Albert Burkart).
La Casa de la Comunidad Católica está situada en la Franz-Liszt-Straße 1, al lado de la iglesia "Liebfrauenkirche" (de la Bienaventurada Virgen María) cerca (4 km) de la estación central de tren "Hauptbahnhof". La iglesia y la casa comunitaria "Sala Nuestra Señora" (Liebfrauensaal) se usan conjuntamente con la Parroquia alemana de "Liebfrauen".